# 阿爾蘇拉鄉
46°48′48″N 28°01′20″E / 46.81333°N 28.02222°E
阿爾蘇拉鄉（羅馬尼亞語：Comuna Arsura, Vaslui），是羅馬尼亞的鄉份，位於該國東北部，由瓦斯盧伊縣負責管轄，面積41平方公里，海拔高度192米，2007年人口1,878，人口密度每平方公里46人。